# Evania agraensis
Evania agraensis är en stekelart som beskrevs av Joseph 1952. Evania agraensis ingår i släktet Evania och familjen hungersteklar. Inga underarter finns listade i Catalogue of Life.